# Puerto 2049
El Puerto 2049 de TCP es utilizado para que cualquier aplicación acceda a los sistemas de archivos "NFS" (en inglés: Network File System), y esto se debe de considerar como una amenaza a la seguridad informática dentro de cualquiera organización.
Los hackers utilizan este puerto como una debilidad, ya que a través de este pueden montar un disco o fichero virtual y acceder al servidor como si fuera de manera local, de esta manera tendrán permisos para abrir otros ficheros o información que se tiene configurada en el NFS.[cita requerida]

## Prevención
Para poder evitar este tipo inconvenientes de seguridad se debe:
1. Revisar de una manera exhaustiva las reglas del cortafuegos para garantizar que se cumple con las políticas de seguridad de la empresa, es decir, que solo se permita la conexión a este puerto con determinados servicios. De esta manera se evitará el acceso a aquellas personas que suplanten su puerto origen.
2. Al realizar la configuración del NFS utilizar otro puerto permitido, para que dificulte el acceso de personas maliciosas a equipo.
3. Usar en lo posible NFSv4 y no las versiones anteriores (v2 y v3) menos seguras.[2]